# エステバン・ヘルマン

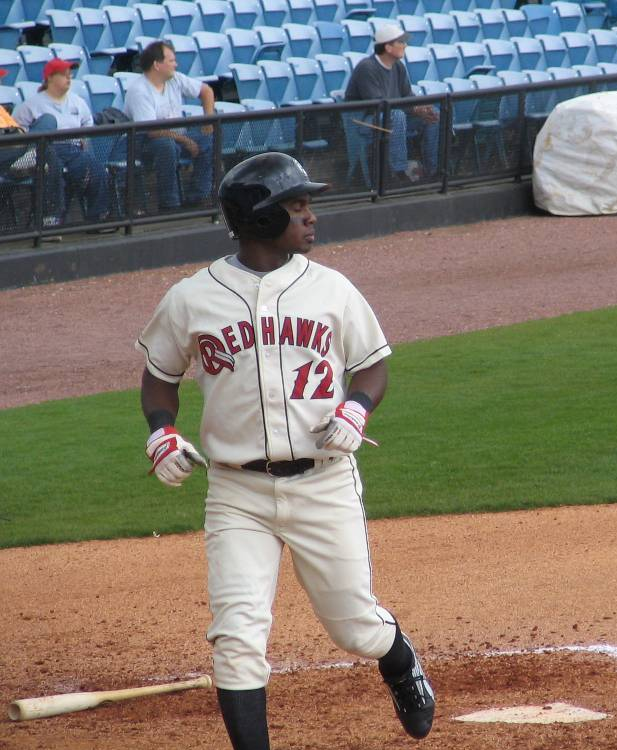
AAA級オクラホマ・レッドホークス時代（2005年）

エステバン・ヘルマン・グリーディ（Esteban Germán Guridi, 1978年1月26日 - ）は元プロ野球選手（内野手、外野手）。ドミニカ共和国サン・クリストバル州出身。現在はドミニカ共和国野球連盟の理事を務める。
姓は英語読みの場合ハーマンまたはジャーマンと表記される場合があり、ヘルマンはスペイン語の発音に近い表記となる。

## 経歴

### アスレチックス時代
1996年7月4日、アマチュア・フリーエージェントでオークランド・アスレチックスと契約が成立。1998年、ルーキー級で55試合・打率.307・出塁率.404・40盗塁の好成績を挙げ、アリゾナリーグのオールスターに選出された。2000年、A+とAAにステップアップし合計で133試合・出塁率.357・83盗塁を記録した。
2002年5月21日のボルチモア・オリオールズ戦でメジャーデビュー。
2004年、メジャーでは自己最多の31試合に出場した。10月15日にFAとなった。

### レンジャーズ時代
2004年12月1日にテキサス・レンジャーズと契約。
2005年、レンジャーズ傘下のAAA級オクラホマシティ・レッドホークスでは117試合の出場で打率.313・5本塁打・OPS.823、43盗塁を記録したが、メジャーでは5試合の出場に留まった。

### ロイヤルズ時代
2005年12月8日にファビオ・カストロとのトレードでカンザスシティ・ロイヤルズに移籍。
2006年は開幕メジャー入りし、106試合の出場で打率.326・3本塁打・OPS.880・7盗塁の好成績を残した。守備では右翼手と捕手、投手を除く全ポジションで起用された。
2007年は打率.264・4本塁打・OPS.727・11盗塁と前年より数字を落としたものの、自己最多の121試合に出場。前年に引き続きメジャーで定位置を確保した。
2008年は89試合の出場で打率.254・本塁打なし、OPS.640に終わり、2009年3月9日、ロイヤルズから解雇された。

### レンジャーズ復帰
2009年3月13日にシカゴ・カブスとマイナー契約を結んだが、4月4日に解雇され、4月8日にテキサス・レンジャーズとマイナー契約を結んだ。レンジャーズ傘下のAAA級オクラホマシティ・レッドホークスでは105試合の出場で打率.319・4本塁打・OPS.833・35盗塁を記録したが、メジャーでは19試合の出場に終わった。
2010年、オクラホマシティで126試合に出場し打率.280・5本塁打・OPS.759・50盗塁の成績を残したが、メジャーでは13試合の出場に終わった。11月5日にFAとなるが、19日にレンジャーズと再びマイナー契約を結んだ。
2011年、レンジャーズ傘下のAAA級ラウンドロック・エクスプレスでは123試合の出場で打率.301・7本塁打・OPS.799・44盗塁の成績を残した。シーズン終盤にはメジャーに昇格し11試合に出場、さらにはワールドシリーズ出場も果たした。オフにはドミニカ共和国のウィンターリーグに参加。11月2日にFAとなった。12月14日、埼玉西武ライオンズへの入団が発表された。

### 西武時代
2012年、当初は1番打者として期待され、開幕からしばらく1番で起用されていたが、程なくして6番や7番での起用が主になった。5月からは5番で、中村剛也や中島裕之が故障で離脱している時期は3番で起用されることもあった。ポジションは当初二塁手や中堅手で起用されていたが、他の選手との兼ね合いもありシーズン中盤以降は三塁手に固定された。

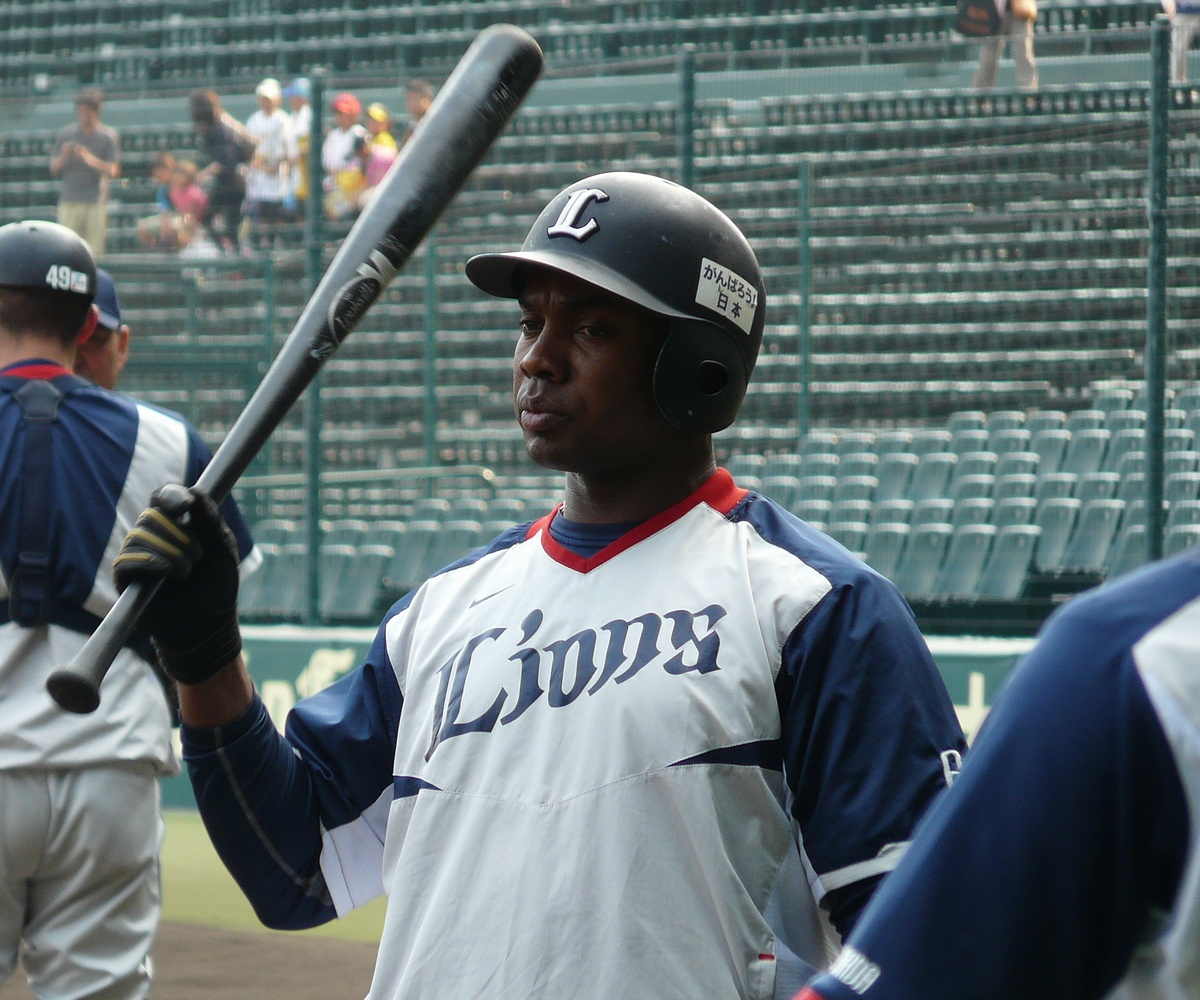
2012年5月28日、阪神甲子園球場にて

このように打順や守備位置は二転三転したが、最終的にはチーム唯一の144試合フル出場を果たして打率.270の数字を残し、俊足を生かしてリーグ2位の41盗塁を記録した。外国人選手がシーズン40盗塁以上を記録したのは1956年に55盗塁したロベルト・バルボン以来56年ぶりであった。本塁打は3本であったが60打点、リーグ3位の勝利打点13であった。その一方で併殺打や盗塁死・牽制死の多さも目立ち、リーグワーストの20併殺打を喫した。
球団はヘルマンの俊足と勝負強さを買ってかねてから残留させる意向を示しており、12月3日に新たに1年契約を結んで残留が決まった。
2013年は序盤「5番・三塁手」として起用された。5月以降は打線の再編がしばしば行われるようになり、6月末以降は1番で起用された。打撃面では前年の勝負強さ（リーグ4位の得点圏打率.345）と選球眼（リーグ3位のBB/K 0.98）に加え打率もリーグ3位の.319と、シーズン終盤まで首位打者争いに加わり、最終的には最高出塁率のタイトルを獲得している。走塁面では2年連続となる40盗塁をクリア(しかし盗塁死数はこの年リーグワーストを記録)。前年に引き続き全試合出場を果たし、リードオフマンとしてチームを牽引した。球団側は契約延長を申し出ていたがヘルマンはこれを断り、12月2日発表の保留選手名簿から外れる形で自由契約公示となった。

### オリックス時代
2013年12月6日にオリックス・バファローズが獲得を発表した。
2014年は、開幕は1番打者としてスタートし、交流戦付近では3番、シーズン終盤には6番と打順を転々とした。チーム2位の30盗塁をマークし、チームの機動力向上に貢献(二年連続リーグワーストの盗塁死数を記録)。しかし打撃ではキャリアハイとなる7本塁打をマークしたが、打率が来日後ワーストの.250と苦しんだ。
2015年はオープン戦でこそ打率.324と好調だったが、内野では新加入した小谷野栄一・中島裕之がシーズン開幕からスタメンで起用されることが多かったため、ベンチからのスタートが多くなった。さらに、4月8日の試合で走塁中に右大腿裏肉離れを起こし、翌日に登録を抹消された。5月中旬に復帰するも打撃不振が続いたため、6月下旬に2度目の登録抹消。7月上旬に再登録されてからは打撃に復調の兆しが見えたものの、ベンチからのスタートが多い状況は変わらず、9月23日の試合で守備の際に右内転筋を痛め、翌日に3度目の登録抹消となり、そのままシーズンが終了。最終的に73試合の出場で打率.267、1本塁打、15打点、17盗塁に終わり、10月5日に球団からウェイバー公示申請の手続きを行ったと発表があり、9日にNPBから自由契約選手として公示され、オリックスを退団した。

### オリックス退団後
オリックス退団後は、母国ドミニカ共和国に戻り、ドミニカウィンターリーグであるリーガ・デ・ベイスボル・プロフェシオナル・デ・ラ・レプブリカ・ドミニカーナのトロス・デル・エステで一試合のみプレーし、現役を引退した。チームからはウィンターリーグで5度の盗塁王を獲得するなどした栄誉を称えられ、背番号1を永久欠番にすることが発表された。

## 選手としての特徴
全力プレーをモットーとしている。怪我が少なく、西武時代は中村剛也、片岡易之、栗山巧ら主力が怪我に苦しむ中でも2012年、2013年と2年連続で全試合出場を達成し、チームを支えた。

### 打撃
得点圏にランナーを置いた場面（特に満塁時）で抜群の勝負強さを発揮するクラッチヒッター。長打力には欠けるがコンパクトなスイングで変化球への対応がうまく、少々内側のボールでも逆方向に鋭いゴロを弾き返すことができる。メジャー通算で10打数に1つの割合で四球を選ぶなど選球眼に優れ、犠打もうまい。

### 守備
バッテリーを除く内野全ポジションと左翼手、中堅手で起用されたことがあるユーティリティープレイヤー。遊撃手としては肩が弱いため、アメリカでは主に二塁手として起用された。二塁守備は守備範囲の広さとダブルプレー時のフットワーク共に平均レベルだが、全ポジションでメジャー通算のUZRとDRS共に平均を大きく下回る。日本では当初は二塁手あるいは中堅手としても起用されていたが、2012年半ばから三塁手に固定された。2013年は守備についた全ての試合で三塁手として出場している。三塁守備はライン寄りの打球反応に優れる。

### 走塁
盗塁の企図数が多く、マイナー通算11年で459盗塁を記録している俊足の持ち主。2000年にはマイナーでシーズン83盗塁を記録。また、2012年にはメジャー通算を上回る41盗塁を記録し、東北楽天ゴールデンイーグルスの聖澤諒に次ぐパ・リーグ2位の成績を残している。盗塁の際、日本では通常は足からスライディングするのが一般的だが、ヘルマンの場合は中南米出身の選手らしく頭からスライディングすることが多い。ヘルマン自身は「僕のスライディングは99％がヘッドスライディング。野球を始めた時からやっているからね」と話している。アスレチックス時代にはリッキー・ヘンダーソンから直々に指導を受けたこともあり、当時はリトルリッキーと呼ばれていた。積極的に走る一方で、日米問わず盗塁死も多いことから確実性は低い。

## 人物・エピソード
勤勉な性格で、通常外国人選手は免除されることが多い試合前ミーティングにも毎回参加し、相手投手をビデオで研究している。
仲間思いな一面もあり、2012年9月2日の対千葉ロッテマリーンズ戦では怪我で戦線離脱している栗山巧のリストバンドを着けて試合に臨んだ。試合後のヒーローインタビューでは「彼（栗山）の思いを一緒に持ちながらプレーしています」と栗山を勇気づけるコメントを残した。
2025年4月8日、サントドミンゴのジェット・セットナイトクラブ天井崩落事故の現場に居合わせたが、一命をとりとめた。中南米メディア「Z101」の記者が当時の状況についてのヘルマンの証言を伝えており、ヘルマンがトイレから戻って席につこうとしたときに崩壊が起こり、天井の一部がヘルマンに直撃しようとしたときに同席していたトニ・ブランコに体を突き飛ばされて助かったという（ブランコは崩落に巻き込まれて死去）。

## 詳細情報

### 年度別打撃成績
| 年 度     | 球 団      | 試 合 | 打 席 | 打 数 | 得 点 | 安 打 | 二 塁 打 | 三 塁 打 | 本 塁 打 | 塁 打 | 打 点 | 盗 塁 | 盗 塁 死 | 犠 打 | 犠 飛 | 四 球 | 敬 遠 | 死 球 | 三 振 | 併 殺 打 | 打 率 | 出 塁 率 | 長 打 率 | O P S |
| --------- | ---------- | ----- | ----- | ----- | ----- | ----- | -------- | -------- | -------- | ----- | ----- | ----- | -------- | ----- | ----- | ----- | ----- | ----- | ----- | -------- | ----- | -------- | -------- | ----- |
| 2002      | OAK        | 9     | 40    | 35    | 4     | 7     | 0        | 0        | 0        | 7     | 0     | 1     | 0        | 0     | 0     | 4     | 0     | 1     | 11    | 0        | .200  | .300     | .200     | .500  |
| 2003      | OAK        | 5     | 4     | 4     | 0     | 1     | 0        | 0        | 0        | 1     | 1     | 0     | 0        | 0     | 0     | 0     | 0     | 0     | 1     | 1        | .250  | .250     | .250     | .500  |
| 2004      | OAK        | 31    | 65    | 60    | 9     | 15    | 1        | 1        | 0        | 18    | 7     | 0     | 1        | 1     | 0     | 4     | 0     | 0     | 13    | 1        | .250  | .297     | .300     | .597  |
| 2005      | TEX        | 5     | 4     | 4     | 3     | 3     | 1        | 0        | 0        | 4     | 1     | 2     | 0        | 0     | 0     | 0     | 0     | 0     | 1     | 0        | .750  | .750     | 1.000    | 1.750 |
| 2006      | KC         | 106   | 331   | 279   | 44    | 91    | 18       | 5        | 3        | 128   | 34    | 7     | 3        | 6     | 0     | 40    | 0     | 6     | 49    | 8        | .326  | .422     | .459     | .881  |
| 2007      | KC         | 121   | 405   | 348   | 49    | 92    | 15       | 6        | 4        | 131   | 37    | 11    | 7        | 6     | 3     | 43    | 0     | 5     | 60    | 11       | .264  | .351     | .376     | .727  |
| 2008      | KC         | 89    | 242   | 216   | 30    | 53    | 14       | 3        | 0        | 73    | 22    | 7     | 3        | 4     | 3     | 18    | 1     | 1     | 42    | 5        | .245  | .303     | .338     | .641  |
| 2009      | TEX        | 19    | 50    | 46    | 9     | 14    | 4        | 0        | 0        | 18    | 4     | 1     | 0        | 0     | 0     | 4     | 0     | 0     | 7     | 0        | .304  | .360     | .391     | .751  |
| 2010      | TEX        | 13    | 16    | 13    | 5     | 3     | 0        | 0        | 0        | 3     | 1     | 4     | 1        | 0     | 0     | 3     | 0     | 0     | 2     | 0        | .231  | .375     | .231     | .606  |
| 2011      | TEX        | 11    | 13    | 11    | 6     | 5     | 1        | 0        | 1        | 9     | 4     | 1     | 0        | 0     | 1     | 1     | 0     | 0     | 1     | 0        | .455  | .462     | .818     | 1.280 |
| 2012      | 西武       | 144   | 583   | 507   | 55    | 137   | 20       | 4        | 3        | 174   | 60    | 41    | 13       | 10    | 5     | 57    | 1     | 4     | 75    | 20       | .270  | .346     | .343     | .689  |
| 2013      | 西武       | 144   | 623   | 518   | 74    | 165   | 22       | 3        | 4        | 205   | 55    | 40    | 20       | 8     | 5     | 85    | 0     | 7     | 87    | 20       | .319  | .418     | .396     | .814  |
| 2014      | オリックス | 141   | 595   | 532   | 62    | 133   | 28       | 1        | 7        | 184   | 52    | 30    | 16       | 2     | 3     | 54    | 1     | 4     | 95    | 17       | .250  | .322     | .346     | .668  |
| 2015      | オリックス | 73    | 245   | 221   | 31    | 59    | 8        | 1        | 1        | 72    | 15    | 17    | 2        | 0     | 0     | 24    | 0     | 0     | 40    | 7        | .267  | .339     | .326     | .665  |
| MLB：10年 | MLB：10年  | 409   | 1170  | 1016  | 159   | 284   | 54       | 15       | 8        | 392   | 111   | 34    | 15       | 17    | 7     | 117   | 1     | 13    | 187   | 26       | .280  | .359     | .386     | .745  |
| NPB：4年  | NPB：4年   | 502   | 2046  | 1778  | 222   | 494   | 78       | 9        | 15       | 635   | 182   | 128   | 51       | 20    | 13    | 220   | 2     | 15    | 297   | 64       | .278  | .360     | .357     | .717  |

- 各年度の太字はリーグ最高

### 年度別守備成績
| 年 度 | 球 団      | 三塁  | 三塁  | 三塁  | 三塁  | 三塁  | 三塁     | 二塁  | 二塁  | 二塁  | 二塁  | 二塁  | 二塁     | 外野  | 外野  | 外野  | 外野  | 外野  | 外野     |
| 年 度 | 球 団      | 試 合 | 刺 殺 | 補 殺 | 失 策 | 併 殺 | 守 備 率 | 試 合 | 刺 殺 | 補 殺 | 失 策 | 併 殺 | 守 備 率 | 試 合 | 刺 殺 | 補 殺 | 失 策 | 併 殺 | 守 備 率 |
| ----- | ---------- | ----- | ----- | ----- | ----- | ----- | -------- | ----- | ----- | ----- | ----- | ----- | -------- | ----- | ----- | ----- | ----- | ----- | -------- |
| 2012  | 西武       | 104   | 76    | 132   | 13    | 7     | .941     | 10    | 15    | 17    | 0     | 2     | 1.000    | 28    | 51    | 0     | 1     | 0     | .981     |
| 2013  | 西武       | 118   | 77    | 137   | 8     | 13    | .964     | -     | -     | -     | -     | -     | -        | -     | -     | -     | -     | -     | -        |
| 2014  | オリックス | 141   | 61    | 171   | 9     | 19    | .963     | -     | -     | -     | -     | -     | -        | -     | -     | -     | -     | -     | -        |
| 2015  | オリックス | 39    | 28    | 44    | 4     | 3     | .947     | 11    | 11    | 24    | 1     | 2     | .972     | -     | -     | -     | -     | -     | -        |
| NPB   | NPB        | 402   | 242   | 484   | 34    | 42    | .955     | 21    | 26    | 41    | 1     | 4     | .985     | 28    | 51    | 0     | 1     | 0     | .981     |

### タイトル
NPB
- 最高出塁率：1回（2013年）

### 記録
NPB
- 初出場・初先発出場：2012年3月30日、対北海道日本ハムファイターズ1回戦（札幌ドーム）、1番・中堅手で先発出場
- 初打席：同上、1回表に斎藤佑樹の前に見逃し三振
- 初安打：同上、6回表に斎藤佑樹から左翼フェンス直撃二塁打
- 初盗塁：2012年4月6日、対福岡ソフトバンクホークス1回戦（西武ドーム）、8回裏に二盗（投手：攝津正、捕手：細川亨）
- 初打点：2012年4月7日、対福岡ソフトバンクホークス2回戦（西武ドーム）、5回裏に岩嵜翔から右前適時打
- 初本塁打：2012年6月30日、対北海道日本ハムファイターズ10回戦（西武ドーム）、6回裏に森内壽春から左越逆転満塁本塁打

### 背番号
- 40 （2002年 - 2003年）
- 12 （2004年）
- 4 （2005年、2014年 - 2015年）
- 3 （2006年 - 2008年）
- 6 （2009年 - 2013年）

### 登場曲
- Salsa caliente del Japon - Orquesta De La Luz